# Симко Степан-Олександр-Мар’ян Михайлович
Симко Степан-Олександр-Мар'ян Михайлович («Гаврило»; 5 червня 1913, с. Махнів Рава-Руського повіту, тепер Польща — 29 квітня 1946, біля с. Словіта Золочівського р-ну Львівської обл.) — лицар Бронзового хреста заслуги УПА.

## Життєпис
Народився у сім'ї священика. Член Пласту. Закінчив Сокальську гімназію (1930), а відтак — Болонський університет в Італії. Працював лікарем у Львові. В 1943 р. зголосився до дивізії «Галичина». Служив у 2-й роті санітарного підрозділу дивізії «Галичина», де мав ступінь унтерштурмфюрера ваффен-СС (17.05.1944). Після боїв під Бродами перейшов в УПА. Лікар Золочівської округи ОУН і Золочівського ТВ 11 («Пліснесько»; 08.1944-04.1946). Поручник, сотник (31.08.1945), майор-лікар (22.01.1946); відзначений Бронзовим хрестом заслуги (10.10.1945).